# Col de Pangsau
Le col de Pangsau est un col de montagne entre l'Inde et la Birmanie, situé dans le massif de Patkai, à 1 136 mètres d'altitude. La route de Ledo passe par ce col.